# أفرو 613
أفرو 613 كانت اقتراح طائرة مقاتلة ليلية بمحركين تقدمت به شركة أفرو إلى وزارة الطيران البريطانية في عشرينات القرن العشرين. طلب نموذج مبدئي إلا أنه لم يتم بنائها. 